# Полиця (Гросуплє)
Полиця (словен. Polica) — поселення в общині Гросуплє, Осреднєсловенський регіон, Словенія. Висота над рівнем моря: 453,9 м.